# The Mission (музичка група)
The Mission је енглески готик рок бенд основан 1986. У почетку познат као The Sisterhood, бенд су основали фронтмен Вејн Хаси и басиста Крег Адамс (обојица из The Sisters of Mercy), ускоро се придружује бубњар Мик Браун (Red Lorry Yellow Lorry) и гитариста Сајмон Хинклер (Artery and Pulp). Осим Хасија, постава се мијењала неколико пута током година, а бенд је два пута био на паузи.
Дискографија бенда се састоји од десет главних албума (God's Own Medicine, Children, Carved in Sands, Masque, Neverland, Blue, Aura, God is a Bullet, The Brightest Light, и Another Fall From Grace), са неколико комплементарних албума, компилација, и других разних издања.

## Историја

### Оснивање
После прекинуте сесије снимања са Ендруом Елдричем у љето 1985, Вејн Хаси и Крег Адамс напустили су The Sisters of Mercy. Са седиштем у Лидсу, дуо је наставио да ради на разним музичким идејама и снимио их током јесени. Одбацујући употребу бубњара, Адамс и Хаси су замолили Мика Брауна (Red Lorry Yellow Lorry) да помогне са сесијама. До краја године се придружио бенду на сталној основи. Са Хасијем као фронтменом и главним текстописцем, трију је био потребан други гитариста да би омогућио поставку уживо. На крају су ангажовали Симона Хинклера (Artery), који је такође допринио клавијатурама и тако употпунио четворочлану. Име The Sisterhood је изабрано с поштовањем према прошлости, а пробе за прве емисије почеле су у јануару 1986. Ново име је брзо постало тема за дискусију у енглеској музичкој штампи, дајући овом четворочланом значајну количину публицитета. Као The Sisterhood, бенд је дебитовао уживо 20. јануара 1986. у Alice in Wonderland у Лондону.
Док је бенд био на турнеји као подршка The Cult-у широм Европе, Елдрич је објавио сингл под називом The Sisterhood. Вративши се у Енглеску, Хинклер је накратко отпуштен и враћен на три концерта у Великој Британији где је бенд открио своје ново име, The Mission. Иако су Хаси и Адамс још увек били под уговором са WEA, менаџер Тони Перин је припремио њихов материјал за објављивање.У мају се EP I (Serpent's Kiss) појавио на издацачкој кући Chapter 22 док је турнеја Expedition I водила бенд широм Европе. Два мјесеца касније, II (Like a Hurricane/Garden of Delight) је објављен за исту издавачку кућу и подржан од стране бројних фестивалских места која су кулминирала појавом на Reading Festival-у.

### Crusade
Хаси и Адамс су ослобођени својих WEA уговора и бенд је потписао уговор са 7 албума са Phonogram-о у јулу 1986. Њихов деби, God's Own Medicine, тада је снимљен за шест недјеља са продуцентом почетником Тимом Палмером, познаником из Хасијевих Dead or Alive дана.У октобру је објављен сингл "III" ("Stay with Me"), који је претходио албуму који се појавио следећег мјесеца. Бенд је кренуо на тромјесечну британску/европску турнеју World Crusade I, са својим посвећеним сљедбеницима, 'Ескимосима'. Такође су се неколико пута појавили на британској телевизији и снимили сесију за ББЦ радио. Сингл "IV" ("Wasteland") заузео је 11. мјесто у јануару 1987. године.
World Crusade II довела је бенд у Сјеверну Америку, гдје су били познати као 'The Mission UK'. Путовање од 41 дан је било окарактерисано злоупотребом супстанци и довело је до колапса пијаног Крега Адамса у Лос Анђелесу, што је резултирало тиме да је он привремено напустио бенд. Технолог звука Пит Тарнер попунио је једну емисију, прије него што су ангажовали помоћ Криса Бокаста да свира бас са њима до краја турнеје, која је укључивала уводни термин за The Psychedelic Furs. У марту 1987. објављен је сингл „V“ („Severina“), са гостујућим вокалом Џулијане Реган.Вративши се у Енглеску, Адамс се вратио у бенд да би свирао на неколико европских фестивала и два концерта у Лидсу и Единбургу на Joshua Tree турнеји бенда U2. Објављен је видео уживо под називом Crusade, који је ухватио бенд и њихову бучну публику у раној фази њихове каријере. То се поклопило са објављивањем компилацијског албума The First Chapter у јуну 1987, збирке материјала са прва два ЕП-а.

## Дискографија
- God's Own Medicine (1986)
- Children (1988)
- Carved in Sand (1990)
- Grains of Sand (1990)
- Masque (1992)
- Neverland (1995)
- Blue (1996)
- Aura (2001)
- God Is a Bullet (2007)
- The Brightest Light (2013)
- Another Fall from Grace (2016)